# Strontium
Strontium ist ein chemisches Element mit dem Elementsymbol Sr und der Ordnungszahl 38. Im Periodensystem steht es in der 5. Periode sowie der 2. Hauptgruppe bzw. der 2. IUPAC-Gruppe und gehört damit zu den Erdalkalimetallen. Es ist ein weiches (Mohshärte: 1,5) und sehr reaktionsfreudiges Metall.
Das Element wurde 1790 von Adair Crawford entdeckt und nach seinem ersten Fundort Strontian in Schottland benannt. Elementar, allerdings noch durch Fremdbeimengungen verunreinigt, konnte es 1808 mittels Elektrolyse durch Humphry Davy dargestellt werden. Robert Bunsen gelang 1855 auch die Darstellung reinen Strontiums. Das Element wird nur in geringen Mengen, vor allem für Kathodenstrahlröhren, Pyrotechnik (rote Flammenfarbe), Dauermagnete und in der Aluminiumverhüttung verwendet.
Strontium kommt in geringen Mengen im menschlichen Körper vor, hat jedoch dort keine bekannte biologische Bedeutung und ist nicht essentiell. Da Strontium chemisch dem Calcium sehr ähnlich ist, wird es in Knochen „eingebaut“ und hat daher eine hohe biologische Halbwertszeit – dies ist sowohl Basis der gezielten Nutzung radioaktiver Isotope von Strontium in der Krebstherapie als auch Basis der Schädlichkeit radioaktiver Strontiumisotope für gesunde Menschen. Strontiumranelat ist ein (nicht mehr vermarketer) Arzneistoff zur Behandlung der Osteoporose.

## Geschichte
Erste Hinweise auf die Existenz des Elements fanden Adair Crawford und William Cruickshank im Jahr 1790, als sie ein aus Strontian in Schottland stammendes Mineral, das zunächst für „lufthaltigen Baryt“ (Bariumcarbonat, Witherit) gehalten wurde, genauer untersuchten. Sie stellten das Chlorid her und verglichen mehrere Eigenschaften des späteren Strontiumchlorides mit denen des Bariumchlorides. Dabei stellten sie unter anderem verschiedene Löslichkeiten in Wasser und andere Kristallformen fest. 1791 benannte Friedrich Gabriel Sulzer (1749–1830) das Mineral nach seinem Fundort Strontian Strontianit. Er und Johann Friedrich Blumenbach untersuchten das Mineral genauer und fanden so weitere Unterschiede zum Witherit, wie die unterschiedliche Giftigkeit und Flammenfarbe. In den folgenden Jahren wurden durch Chemiker wie Martin Heinrich Klaproth, Richard Kirwan, Thomas Charles Hope oder Johann Tobias Lowitz das Strontianit weiter untersucht und andere Strontiumverbindungen daraus gewonnen.
Im Jahr 1808 gelang Humphry Davy durch elektrolytische Reduktion in Anwesenheit von rotem Quecksilberoxid die Darstellung von Strontiumamalgam, das er anschließend durch Destillation reinigte und so das – wenn auch noch verunreinigte – Metall erhielt. Er benannte es nach dem Strontianit analog zu den anderen Erdalkalimetallen Strontium. Reines Strontium gewann Robert Bunsen 1855 durch Elektrolyse einer Strontiumchloridschmelze. Er bestimmte auch Eigenschaften des Metalls wie etwa die spezifische Dichte des Elements.

## Vorkommen

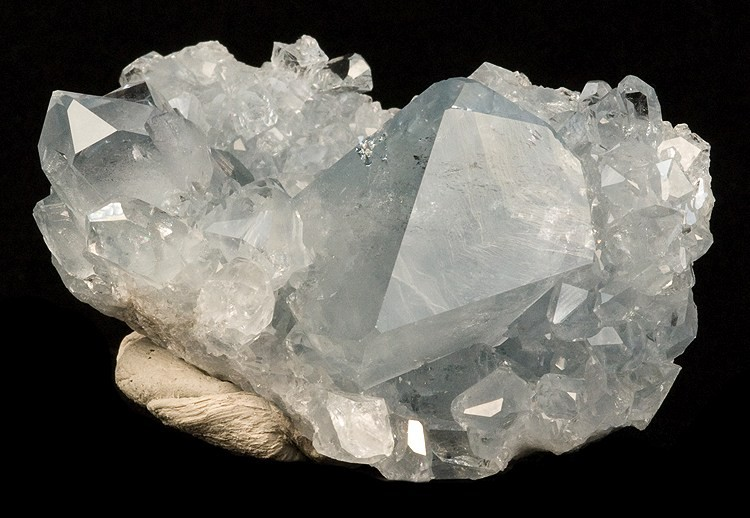
Coelestin

Strontium ist mit einem Anteil von 370 ppm an der kontinentalen Erdkruste auf der Erde verhältnismäßig häufig, die Elementhäufigkeit in der Erdkruste ist vergleichbar mit der von Barium, Schwefel oder Kohlenstoff. Auch im Meerwasser ist eine größere Menge Strontium vorhanden. Das Element kommt nicht gediegen, sondern stets in verschiedenen Verbindungen vor. Entsprechend den geringen Löslichkeiten sind die wichtigsten Strontiumminerale das Strontiumsulfat oder Coelestin mit einem Strontiumgehalt von bis zu 47,7 %. sowie das Strontiumcarbonat oder Strontianit mit einem Strontiumgehalt von bis zu 59,4 % Insgesamt sind bisher (Stand: 2011) rund 200 strontiumhaltige Minerale bekannt.
Die Lagerstätten des wichtigsten Strontiumminerals, Coelestin, entstanden durch Fällung des schwerlöslichen Strontiumsulfats aus Meerwasser. Auch eine hydrothermale Bildung des Minerals ist möglich. Strontianit bildet sich ebenfalls hydrothermal oder als Sekundärmineral aus Coelestin. Die wichtigsten Strontiumlagerstätten und Abbauorte liegen in Spanien, Mexiko, der Türkei, China und im Iran. Großbritannien war ebenfalls über lange Zeit ein wichtiger Förderstaat, die Produktion endete jedoch 1992. Dabei betrug die Förderung an Strontiummineralien im Jahr 2020 weltweit 350.000 Tonnen. Einen Überblick über die globalen Abbaumengen gibt die folgende Tabelle:
| Land                | 2018                              | 2019                              | 2020                              |
|                     | (in Tonnen enthaltenes Strontium) | (in Tonnen enthaltenes Strontium) | (in Tonnen enthaltenes Strontium) |
| ------------------- | --------------------------------- | --------------------------------- | --------------------------------- |
| Argentinien         | 700                               | 700                               | 700                               |
| Volksrepublik China | 50.000                            | 50.000                            | 80.000                            |
| Iran                | 37.000                            | 37.000                            | 90.000                            |
| Mexiko              | 40.000                            | 40.000                            | 33.500                            |
| Spanien             | 90.000                            | 90.000                            | 150.000                           |
| Türkei              | 1.000                             | 0                                 | 0                                 |
| Gesamt (gerundet)   | 220.000                           | 220.000                           | 350.000                           |

## Gewinnung und Darstellung

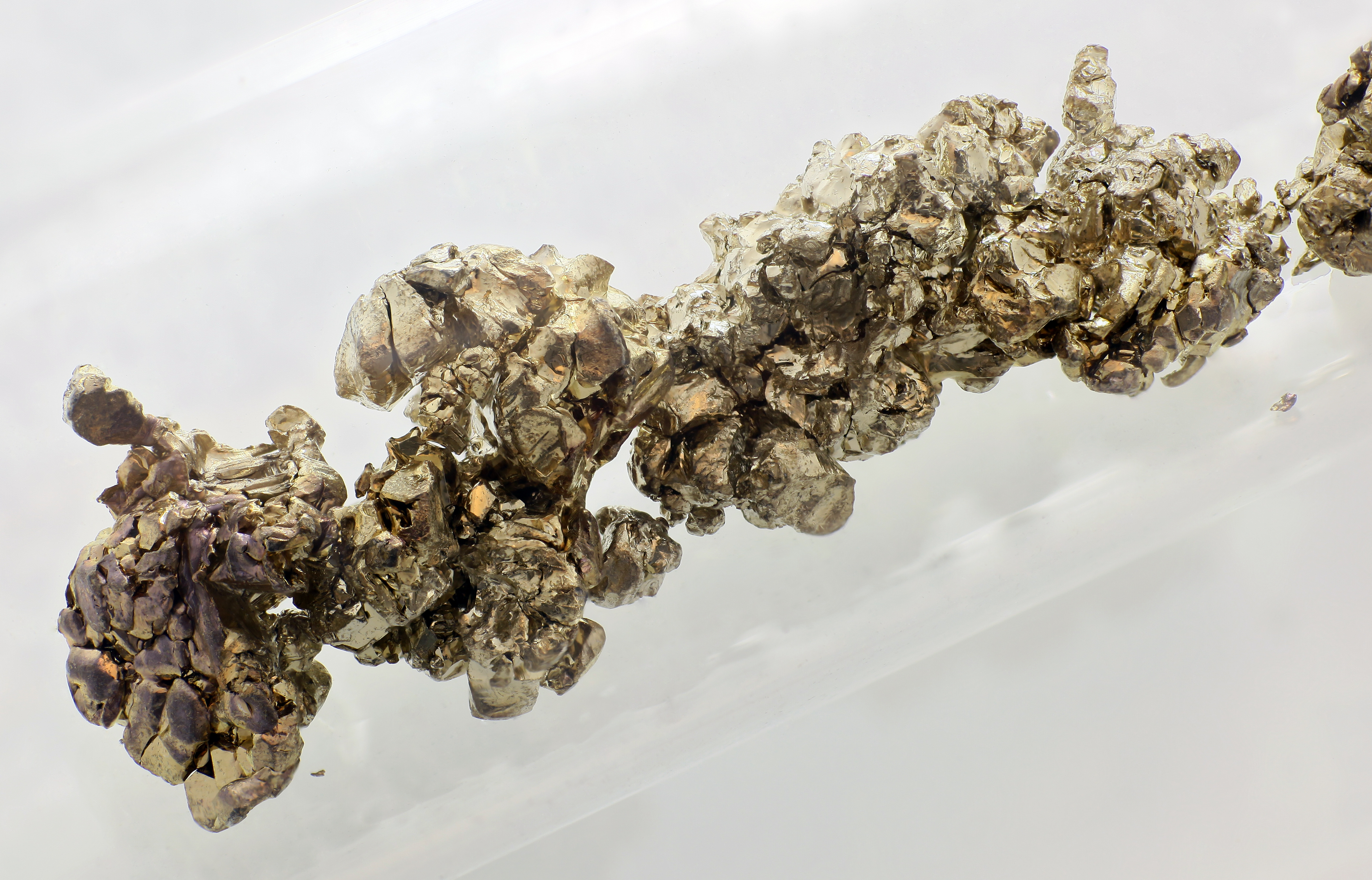
Strontium, im Hochvakuum destilliert, unter Schutzgas in einer Glasampulle aufbewahrt.

Ausgangsmaterial für die Herstellung von Strontium und Strontiumverbindungen ist meist Coelestin (Strontiumsulfat). Aus diesem wird in der Regel zunächst Strontiumcarbonat gewonnen. Dieses ist die industriell wichtigste Strontiumverbindung und Grundstoff für die Gewinnung des Metalls und anderer Verbindungen.
Um Strontiumcarbonat herzustellen, wird zunächst Strontiumsulfat mit Kohlenstoff bei 1100–1200 °C umgesetzt. Dabei wird das Sulfat zum Sulfid reduziert und es entstehen Strontiumsulfid und Kohlenstoffdioxid. Das Strontiumsulfid wird durch Extraktion mit heißem Wasser gereinigt.
{\displaystyle \mathrm {SrSO_{4}+2\ C\longrightarrow SrS+2\ CO_{2}} }
Anschließend wird entweder Kohlenstoffdioxid durch die Strontiumsulfidlösung geleitet oder das Strontiumsulfid wird mit Natriumcarbonat umgesetzt. Dabei entstehen neben Strontiumcarbonat Schwefelwasserstoff beziehungsweise Natriumsulfid. Welche der beiden Varianten genutzt wird, hängt von der Verfügbarkeit der Ausgangsstoffe und der Möglichkeit, die Beiprodukte zu verkaufen, ab.
{\displaystyle \mathrm {SrS+CO_{2}+H_{2}O\longrightarrow SrCO_{3}+H_{2}S} }
Feingemahlenes Strontiumsulfat kann auch direkt mit Natrium- oder Ammoniumcarbonat zu Strontiumcarbonat umgesetzt werden. Dabei sind jedoch aufwändige Reinigungsschritte notwendig.
Um Strontiummetall zu erhalten, wird Strontiumoxid mit Aluminium reduziert (Aluminothermie). Dabei entsteht neben elementarem Strontium eine Mischung aus Aluminium- und Strontiumoxid. Die Reaktion findet im Vakuum statt, da unter diesen Bedingungen das Strontium gasförmig vorliegt, einfach abgetrennt und in einem Kühler aufgefangen werden kann.
{\displaystyle \mathrm {4\ SrO+2\ Al\longrightarrow 3\ Sr+SrO\cdot Al_{2}O_{3}} }

## Eigenschaften

Kubisch-flächenzentrierte Struktur des Strontiums

### Physikalische Eigenschaften
Strontium ist ein im höchstreinen Zustand hellgoldgelbglänzendes, sonst silberweißes Erdalkalimetall. Mit einem Schmelzpunkt von 777 °C und einem Siedepunkt von 1380 °C steht es beim Schmelzpunkt zwischen dem leichteren Calcium und dem schwereren Barium, wobei Calcium einen höheren und Barium einen niedrigeren Schmelzpunkt besitzt. Strontium besitzt nach Magnesium und Radium den niedrigsten Siedepunkt aller Erdalkalimetalle. Mit einer Dichte von 2,6 g/cm3 zählt es zu den Leichtmetallen. Strontium ist mit einer Mohshärte von 1,5 sehr weich und lässt sich leicht biegen oder walzen.
Wie Calcium kristallisiert Strontium bei Raumtemperatur in einer kubisch-flächenzentrierten Kristallstruktur in der Raumgruppe Fm3m (Raumgruppen-Nr. 225) (Kupfer-Typ) mit dem Gitterparameter a = 608,5 pm sowie vier Formeleinheiten pro Elementarzelle. Daneben sind auch zwei weitere Hochtemperaturmodifikationen bekannt. Bei Temperaturen von größer 215 °C wandelt sich die Struktur in eine hexagonal-dichteste Kugelpackung (Magnesium-Typ) mit den Gitterparametern a = 432 pm und c = 706 pm um. Oberhalb von 605 °C ist schließlich eine kubisch-innenzentrierte Struktur (Wolfram-Typ) am stabilsten.

### Chemische Eigenschaften
Strontium ist nach Barium und Radium das reaktivste Erdalkalimetall. Es reagiert direkt mit Halogenen, Sauerstoff, Stickstoff und Schwefel. Dabei bildet es immer Verbindungen, in denen es als zweiwertiges Kation vorliegt. Beim Erhitzen an der Luft verbrennt das Metall mit der typischen karminroten Flammenfärbung zu Strontiumoxid und Strontiumnitrid.
Als sehr unedles Metall reagiert Strontium mit Wasser unter Wasserstoff- und Hydroxidbildung. Strontiumhydroxid bildet sich auch schon beim Kontakt des Metalls mit feuchter Luft. Auch in Ammoniak ist Strontium löslich, dabei bilden sich blauschwarze Ammoniakate.
{\displaystyle \mathrm {Sr+2\ H_{2}O\longrightarrow Sr(OH)_{2}+H_{2}\uparrow } }
Im Grundwasser verhält sich Strontium meist ähnlich wie Calcium. Strontiumverbindungen sind unter schwach sauren bis basischen Bedingungen unlöslich. Erst bei niedrigerem pH-Werten tritt Strontium in gelöster Form auf. Kommt es infolge von Verwitterungsprozessen o. ä. zur Erhöhung des Partialdrucks von Kohlenstoffdioxid (CO2), wird das Ausfällen von Strontium zusammen mit Calcium (als Strontium- bzw. Calciumcarbonat) verstärkt. Zusätzlich kann eine hohe Kationenaustauschkapazität des Bodens die Bindung von Strontium fördern.

## Isotope
Es sind insgesamt 34 Isotope und weitere neun Kernisomere bekannt. Von diesen kommen vier, 84Sr, 86Sr, 87Sr und 88Sr, natürlich vor. In der natürlichen Isotopenzusammensetzung überwiegt dabei das Isotop 88Sr mit einem Anteil von 82,58 %. 86Sr mit 9,86 % und 87Sr mit 7,0 %, sowie 84Sr mit einem Anteil von 0,56 % sind seltener.

### Strontium-90
90Sr ist ein Betastrahler mit einer Zerfallsenergie von 0,546 MeV und zerfällt mit einer Halbwertzeit von 28,78 Jahren zu 90Y, das seinerseits rasch (t1/2 = 64,1 h) unter Aussendung von energiereicher Betastrahlung (ZE = 2,282 MeV) und von Gammastrahlung zum stabilen 90Zr zerfällt. Dabei tritt es zumeist als sekundäres Spaltprodukt auf. Es entsteht innerhalb weniger Minuten durch mehrfachen Betazerfall aus primären Spaltprodukten der Massenzahl 90, die bei 5,7 % aller Kernspaltungen von 235U in Kernkraftwerken und Atombombenexplosionen auftreten. Die Menge an Isobaren der Massenzahl 90, welche bei der Spaltung anfallen, ist auch von der Geschwindigkeit der Neutronen abhängig – thermische Neutronen erzeugen etwas mehr 90Sr als schnelle Neutronen. Insgesamt ist 90Sr eines der häufigsten Spaltprodukte überhaupt. Da es eine ähnliche Halbwertszeit wie 137Cs hat, und beide in ähnlich großen Mengen bei der Kernspaltung anfallen, werden beide Nuklide oft in einem Atemzug erwähnt.
{\displaystyle \mathrm {^{235}_{\ 92}U+{}_{0}^{1}n\longrightarrow {}_{\ 92}^{236}U\longrightarrow {}_{\ 57}^{144}La+{}_{35}^{90}Br+2\ {}_{0}^{1}n} }
{\displaystyle \mathrm {^{235}_{\ 92}U+{}_{0}^{1}n\longrightarrow {}_{\ 92}^{236}U\longrightarrow {}_{\ 56}^{143}Ba+{}_{36}^{90}Kr+3\ {}_{0}^{1}n} }
{\displaystyle \mathrm {^{90}_{35}Br\ {\xrightarrow[{{1,91}\ {\ s}}]{\beta ^{-}}}\ {}_{36}^{90}Kr\ {\xrightarrow[{{32,32}\ {\ s}}]{\beta ^{-}}}\ {}_{37}^{90}Rb\ {\xrightarrow[{{158}\ {\ s}}]{\beta ^{-}}}\ {}_{38}^{90}Sr\ {\xrightarrow[{{28,78}\ {\ a}}]{\beta ^{-}}}\ {}_{39}^{90}Y\ {\xrightarrow[{{64,0}\ {\ h}}]{\beta ^{-}}}\ {}_{40}^{90}Zr} }
Größere Mengen 90Sr sind bei einigen nuklearen Katastrophen in die Umwelt gelangt. Unfälle, bei denen 90Sr in die Umwelt gelangte, waren der Windscale-Brand, bei dem 0,07 TBq 90Sr freigesetzt wurden – Gemäß der spezifischen Aktivität von 90Sr, welche bei 5,21 TBq/g liegt, waren dies also etwa 13,4 Milligramm. Bei der Katastrophe von Tschernobyl wurde eine freigesetzte Aktivität an 90Sr von 800 TBq registriert – dies entspricht etwa 153 Gramm. Obwohl sowohl im Falle Windscale als auch im Falle Tschernobyl ein Graphitbrand Ursache des Ausstoßes von 90Sr war, erklärt sich die um Größenordnungen geringere Menge im Falle Windscale zum einen durch die Größe der Reaktoren (das „B“ in RBMK steht für bolshoi ‚groß‘), zum anderen durch die Tatsache, dass in Windscale ein Filter eingebaut war, der große Teile der ausgestoßenen Rauchgase zurückhalten konnte – in Tschernobyl gab es keinerlei Containment und der Graphitbrand fand unter offenem Himmel statt. Im Vergleich zum in ähnlichen Größenordnungen anfallenden 137Cs wurde jedoch deutlich weniger 90Sr freigesetzt – insgesamt wurden beim Unglück von Tschernobyl rund 26 Kilogramm 137Cs freigesetzt. Dies erklärt sich durch die deutlich höheren Siede- und Schmelzpunkte von Strontium verglichen mit Caesium und durch die Tatsache, dass zum Beispiel Caesiumcarbonat deutlich wasserlöslicher ist als Strontiumcarbonat. Nach den oberirdischen Kernwaffentests vor allem in den Jahren 1955–58 und 1961–63 stieg die Belastung der Atmosphäre mit 90Sr stark an. Dies führte zusammen mit der Belastung an 137Cs 1963 zur Verabschiedung des Vertrages über das Verbot von Kernwaffenversuchen in der Atmosphäre, im Weltraum und unter Wasser, der solche Tests in den Unterzeichnerstaaten verbot. Daraufhin sank in den folgenden Jahren die Belastung der Atmosphäre wieder deutlich. Die gesamte, durch Kernwaffen freigesetzte Aktivität an 90Sr betrug etwa 6 · 1017 Bq (600 PBq). Dies entspricht rund 115 Kilogramm.
Die Aufnahme von 90Sr, das etwa über belastete Milch in den Körper gelangen kann, ist gefährlich. Durch die energiereiche Betastrahlung des Isotops können Zellen in Knochen oder Knochenmark verändert und somit Knochentumore oder Leukämien ausgelöst werden. Eine Dekorporation des in die Knochen aufgenommenen Strontiums mit Chelatbildnern ist unmöglich, da diese bevorzugt Calcium komplexieren und das Strontium im Knochen verbleibt. Eine Dekorporation mit Bariumsulfat ist nur möglich, wenn sie rasch nach der Inkorporation erfolgt, bevor der Einbau in Knochen erfolgen kann. Auch der Abbau durch biologische Vorgänge verläuft nur sehr langsam, die biologische Halbwertszeit liegt in Knochen bei 49 Jahren, die effektive Halbwertszeit von 90Sr bei 18,1 Jahren. Möglicherweise bindet 90Sr an Zellen der Nebenschilddrüsen. Dies würde die Häufung von Fällen eines Hyperparathyreoidismus bei Liquidatoren des Reaktors in Tschernobyl erklären.
Die Betastrahlung von 90Sr und 90Y kann in Radionuklidbatterien, etwa für abgelegene Leuchttürme und Funkfeuer in der ehemaligen Sowjetunion, zur langlebigen Isotopenmarkierung, zur Dickenmessung von Materialien oder zum Kalibrieren von Geigerzählern genutzt werden. 90Sr eignet sich für Radionuklidbatterien, da es geringe Gamma-Emissionen erzeugt und daher wenig Abschirmung benötigt. Die thermische Leistung pro Gramm ist mit 0,9 Watt bei reinem 90Sr sogar höher als beim ebenfalls häufig verwendeten 238Pu, welches jedoch fast drei Mal langlebiger ist. Aufgrund der Problematik von 90Sr in der Umwelt (vgl. auch Radiologischer Unfall von Lia) wird es jedoch in den meisten Radionuklidbatterien nicht als Reinstoff, sondern als 90SrTiO3 eingesetzt, welches gegenüber Luft und Wasser stabil ist und auch physisch relativ widerstandsfähig. Die Leistungsdichte sinkt dabei auf 0,45 Wthermisch/g. Wird das benötigte 90Sr aus abgebrannten Brennstoff extrahiert sinkt die Leistungsdichte weiter, da kein reines 90Sr vorliegt, sondern ein Gemisch verschiedener Isotope. Da das stabile Endprodukt des Zerfalls von 90Sr Zirconium ist, wären „verbrauchte“ Radionuklidbatterien aus Strontium-90 prinzipiell als Rohstoff denkbar, da natürliche Vorkommen an Zirconium fast immer mit Hafnium verunreinigt sind. Die Entfernung von Hafnium ist notwendig für die Produktion von Zircalloy für Hüllrohre in Kernkraftwerken, aber aufgrund der chemischen und physikalischen Ähnlichkeit der beiden Elemente aufwendig und teuer. Da das Ziel der Verwendung wiederum eine kerntechnische Anlage ist, dürften die rechtlichen Hürden bei dieser Art Recycling auch geringer sein als – zum Beispiel – bei der Extraktion von Silber aus Abfällen der Wiederaufarbeitung. Allfällige Verunreinigungen mit 90Sr wären aus kernphysikalischer Sicht  zu „verschmerzen“, da der Wirkungsquerschnitt für Neutroneneinfang in 90Sr ähnlich niedrig wie in Zirconium ist.
Der kleine deutsche Kugelhaufenreaktor namens AVR neben dem Gelände des Forschungszentrums in Jülich gilt nach Angabe des Betreibers als die am stärksten mit 90Sr kontaminierte Nuklearanlage weltweit. Auch im Boden unter dem Reaktor befindet sich Strontium. Dieses soll beim Rückbau des Reaktors bis 2025 aufwändig entfernt werden.

### Andere Isotope
87Sr ist das Zerfallsprodukt des mit einer Halbwertszeit von 48 Milliarden Jahren sehr langlebigen Rubidiumisotops 87Rb. Aus dem Verhältnis der verschiedenen Strontiumisotope kann im Rahmen einer Strontiumisotopenanalyse daher das Alter von rubidium- und strontiumhaltigen Gesteinen wie Granit bestimmt werden.

### Herkunftsbestimmung durch Strontiumisotope
Strontium wird unter verschiedenen Bedingungen in unterschiedlichen Mengen in Knochen und Zähnen eingelagert. Gleichzeitig hängt das Isotopenverhältnis von 86Sr und 87Sr von den Gesteinen der Umgebung ab. Daher kann man aus den Isotopenverhältnissen des Strontiums mitunter Rückschlüsse auf Wanderungsbewegungen von prähistorischen Menschen ziehen. Die – geringe aber messbare – Belastung mit 90Sr der allgemeinen Bevölkerung konnte anhand von Studien mit Milchzähnen amerikanischer Kinder in den 1950er und 1960er Jahren nachgewiesen werden. Da die Werte – unter anderem durch Bioakkumulation – höher als erwartet ausfielen, stieg der Druck auf die Politik, die Freisetzung dieser Substanz durch atmosphärische Kernwaffenexplosionen einzustellen. Bei den in den folgenden dreißig Jahren noch von den Supermächten durchgeführten unterirdischen Tests wurde dann um Größenordnungen weniger 90Sr in die Umwelt abgegeben, sodass die entsprechenden Werte in Folgestudien wieder sanken.

## Verwendung

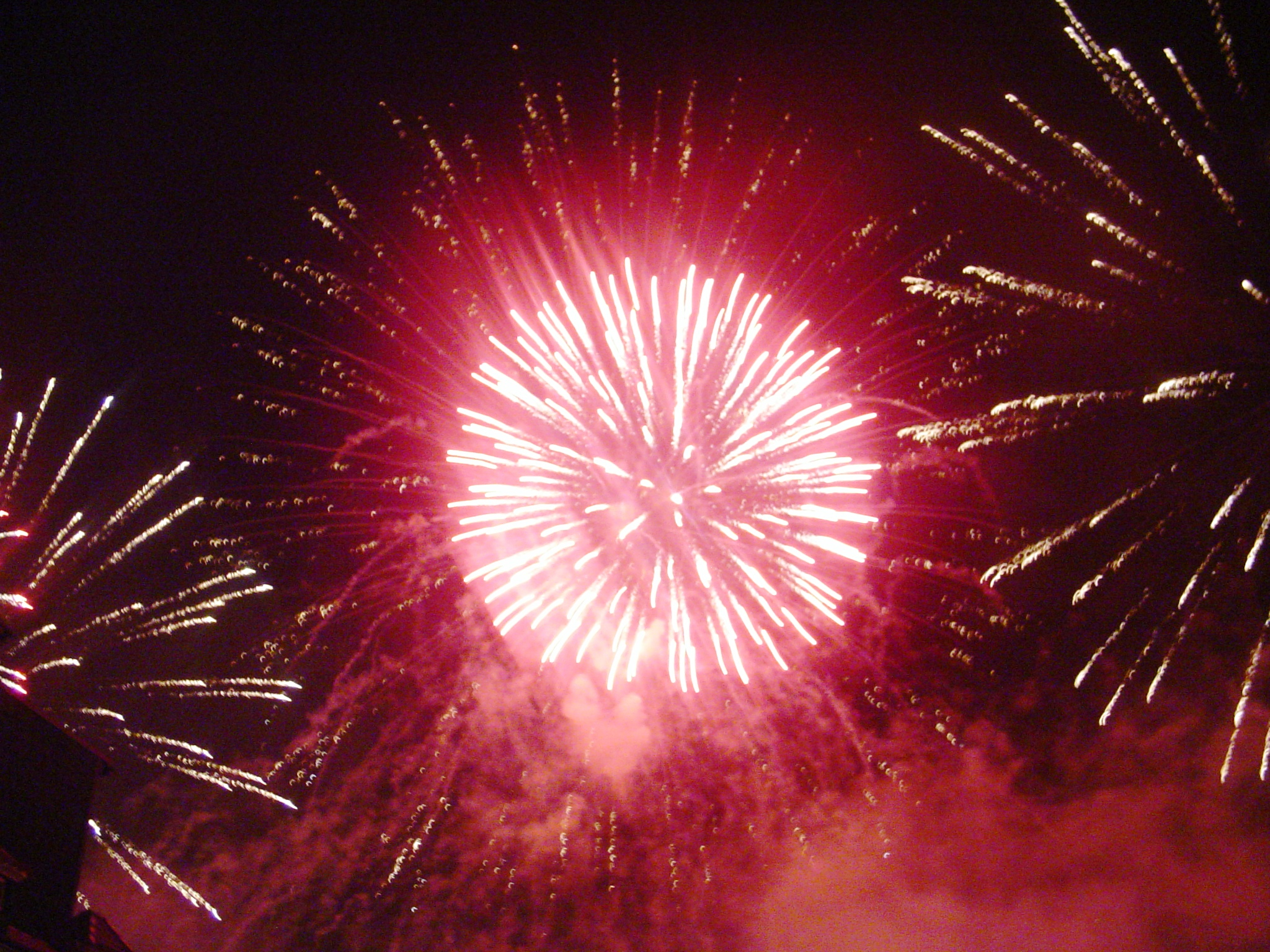
Durch Strontiumsalze rot gefärbtes Feuerwerk

Gemäß USGS-Bericht 2022 wurden je 40 % des in den USA verbrauchten Strontiums sowie der Strontiumverbindungen zur Herstellung von keramischen Ferritmagneten und zur Herstellung von Pyrotechnik (rote Färbung in Feuerwerken und Signalfackeln) verwendet. Die restlichen 20 % entfielen auf die Herstellung von Bohrflüssigkeitsadditiven für Öl- und Gasbohrungen, Verwendung in der elektrolytischen Herstellung von Zink, Herstellung von Legierungen, Pigmenten und Füllstoffen, sowie als Additiv in der Glasindustrie. Als Bohrflüssigkeitsadditiv für Öl- und Gasbohrungen wird vor allem das Strontiummineral Coelestin verwendet. Praktisch das gesamte in den USA verbrauchte Coelestin entfiel auf diesen Bereich.
Metallisches Strontium wird vor allem in der Aluminiumindustrie (Aluminiumprimär- und Sekundärhütten, sowie Gießereien) ebenso wie Natrium als gefügebeeinflussendes Mittel bei Aluminium-Silicium-Legierungen mit 7–12 % Silicium eingesetzt. Geringe Beimengungen an Strontium verändern das Eutektikum in Silicium-Aluminium-Legierungen und verbessern so die mechanischen Eigenschaften der Legierung. Dies liegt daran, dass bei Aluminium-Silicium-Legierungen ohne Strontium am Eutektikum grobe, nadelförmige, mechanisch wenig belastbare Körner ausfallen, was durch das Strontium verhindert wird. Seine „veredelnde“ Wirkung hält in gießbereiten Schmelzen (Gieß- und Warmhalteöfen) länger an als die des Natriums, da es weniger leicht oxidierbar ist. Auf dem Gebiet langsam erstarrender Schmelzen (Sandguss) hat das Strontium das über Jahrzehnte allein gebräuchliche Natrium teilweise bereits verdrängt. Bei rascher Erstarrung in metallischer Dauerform, insbesondere bei Druckguss, ist die Anwendung von Strontium nicht in jedem Fall zwingend, die Ausbildung des erwünschten feinen, „veredelten“ Gefüges wird bereits durch die rasche Erstarrung begünstigt.
Strontium wird Ferrosilicium zugesetzt, es reguliert die Struktur des Kohlenstoffs und verhindert beim Gießen ein ungleichmäßiges Erstarren.
Weiterhin kann Strontium als Gettermaterial in Elektronenröhren, zum Entfernen von Schwefel und Phosphor aus Stahl sowie zum Härten von Akku-Platten aus Blei genutzt werden.

## Biologische Bedeutung
Nur wenige Lebewesen nutzen Strontium in biologischen Prozessen. Hierzu zählen Acantharia, einzellige eukaryontische Lebewesen, die zu den Strahlentierchen gehören und ein häufiger Bestandteil des Zooplanktons im Meer sind. Diese nutzen als einzige Protisten Strontiumsulfat als Baumaterial für das Skelett. Dadurch bewirken sie auch Veränderungen des Strontiumgehaltes in einzelnen Meeresschichten, indem sie zunächst Strontium aufnehmen und nach dem Absterben in tiefere Schichten sinken, wo sie sich auflösen. Zieralgen wie Micrasterias und Closterium biomineralisieren Strontium und Barium aus ihrer Umgebung und lagern sie in internen Kristallen ab, wodurch deren schädliche Wirkung auf den Organismus vermindert wird.

## Physiologische und therapeutische Bedeutung
Strontium ist nicht essentiell, es sind nur wenige biologische Wirkungen des Elementes bekannt. So ist es möglich, dass Strontium hemmend gegenüber Karies wirkt.
Im Tierversuch bei Schweinen zeigten sich durch eine strontiumreiche und calciumarme Ernährung Symptome wie Koordinationsstörungen, Schwachheit und Lähmungserscheinungen.
Strontium hat in seinen Eigenschaften große Ähnlichkeit mit Calcium. Jedoch wird es im Gegensatz zu Calcium nur in geringen Mengen über den Darm aufgenommen. Verantwortlich hierfür ist möglicherweise der größere Ionenradius des Elementes. Der Gehalt an Strontium beträgt durchschnittlich bei einem 70 Kilogramm schweren Mann nur 0,32 g, im Vergleich dazu enthält der Körper etwa 1000 g Calcium. Das aufgenommene Strontium wird – wie Calcium – vor allem in den Knochen gespeichert, was eine Behandlungsoption für die Osteoporose darstellte. Durch Salzbildung mit organischen Säuren wie Ranelicsäure wird eine entsprechend hohe Bioverfügbarkeit erreicht.
In Untersuchungen von antiken Gladiatorenskeletten zeigten sich gegenüber der Normalbevölkerung höhere Strontiumkonzentrationen. Dieses wurde vermutlich in Form von Pflanzenasche zu sich genommen.
89Sr wird als Chlorid (unter dem Handelsnamen Metastron) zur Radionuklidtherapie von Knochenmetastasen verwendet. Die sogenannte Strontium-Einheit (Einheitenzeichen: S.U.) ist ein Maß für den Gehalt von 90Sr im Körper. 

## Sicherheitshinweise
Wie andere Erdalkalimetalle ist Strontium brennbar. Es reagiert mit Wasser oder Kohlenstoffdioxid, so dass diese nicht als Löschmittel verwendet werden können. Zum Löschen sollten Metallbrandlöscher (Klasse D) verwendet werden, zudem ist die Verwendung von trockenem Sand, Salz und Löschpulver möglich. Weiterhin bildet sich bei Kontakt mit Wasser Wasserstoff, der explosionsgefährlich ist. Für die Beseitigung kleiner Mengen kann Strontium mit Isopropanol, tert-Butanol oder Octanol umgesetzt werden.

## Verbindungen
Wie alle Erdalkalimetalle kommt Strontium in stabilen Verbindungen ausschließlich in der Oxidationsstufe +2 vor. Es handelt sich in der Regel um farblose, häufig gut wasserlösliche Salze.

### Halogenide
Mit den Halogenen Fluor, Chlor, Brom und Iod bildet Strontium jeweils ein Halogenid mit der allgemeinen Formel SrX2. Es sind typische, farblose und bis auf Strontiumfluorid gut wasserlösliche Salze. Sie können durch Umsetzung von Strontiumcarbonat mit Halogenwasserstoffsäuren wie Flusssäure oder Salzsäure dargestellt werden. Verwendung findet unter anderen Strontiumchlorid als Zwischenprodukt für die Herstellung anderer Strontiumverbindungen sowie in Zahnpasta, wo es gegen schmerzempfindliche Zähne wirken soll.

### Salze von Sauerstoffsäuren
Industriell wichtig sind vor allem die Strontiumsalze von Sauerstoffsäuren wie Strontiumcarbonat, Strontiumnitrat, Strontiumsulfat oder Strontiumchromat. Strontiumcarbonat ist die wichtigste Handelsform von Strontiumverbindungen, der Großteil des abgebauten Coelestins wird zu Strontiumcarbonat umgesetzt. Verwendet wird es vor allem zur Herstellung von röntgenabsorbierendem Glas für Kathodenstrahlröhren, aber auch für die Herstellung von Strontiumferrit für Permanentmagnete oder Elektrokeramiken. Strontiumnitrat wird vorwiegend in der Pyrotechnik für die Strontium-typische rote Flammenfärbung eingesetzt, das gelbe Strontiumchromat dient als Grundierung gegen Korrosion von Aluminium im Flugzeug- oder Schiffbau.

### Weitere Strontiumverbindungen

#### Strontium(I)-Verbindungen
Strontium(I)-Verbindungen wurden als instabile Zwischenstufen in heißen Flammen nachgewiesen. Dabei ist Strontium(I)-hydroxid, SrOH, ähnlich wie Strontium(I)-chlorid, SrCl, ein starker Emitter im roten Spektralbereich und fungiert als alleiniger Farbgeber in lichtstarken und tiefgesättigten roten pyrotechnischen Leuchtsätzen.

#### Organische Strontiumverbindungen
Organische Strontiumverbindungen sind nur in geringem Maße bekannt und untersucht, da sie sehr reaktiv sind und auch mit vielen Lösungsmitteln wie Ethern reagieren können. In unpolaren Lösungsmitteln sind sie dagegen unlöslich. Dargestellt wurde unter anderem ein Metallocen mit Pentamethylcyclopentadienyl-Anionen (Cp*), das in der Gasphase im Gegensatz zu anderen Metallocenen wie Ferrocen gewinkelt ist.
Eine Übersicht über Strontiumverbindungen gibt die Kategorie:Strontiumverbindung.